# Baoulé (race bovine)
Pour les articles homonymes, voir Baoulé.
La baoulé est une race bovine ivoirienne.

## Origine
Cette race est élevée dans le centre et le nord de la Côte d'Ivoire, le sud du Mali et le sud-ouest du Burkina Faso. Elle appartient à la branche africaine des vaches sans bosse et à courtes cornes de Bos taurus. 
Longtemps, on a pensé que ce rameau était venu de Mésopotamie, il y a plus de 2000 ans, mais de récentes recherches archéologiques et génétiques, ont montré qu'il a été domestiqué, il y a plus de 6000 ans en Afrique.

## Morphologie
La robe est bariolée, souvent pie noire. Les cornes sont courtes et fines. 

## Aptitudes
Elle est élevée pour son lait, sa viande (consommée essentiellement lors de fêtes) ou sa force de travail. 
C'est une race bovine de la savane à climat tropical sec. Moins bien adaptée à la sécheresse que les zébus, elle borde la frange sud du Sahel, entre zone aride et forêt équatoriale.  